# Karlo Žganec
Karlo Žganec (Zagreb, 25. srpnja 1995.) hrvatski je profesionalni košarkaš. S hrvatskom kadetskom košarkaškom reprezentacijom (do 16) osvojio je zlatno odličje na Europskom prvenstvu 2011. u Češkoj.